# Caenis nachoi
Caenis nachoi is een haft uit de familie Caenidae. De wetenschappelijke naam van de soort is voor het eerst geldig gepubliceerd in 1993 door Alba-Tercedor & Zamora-Munoz.
De soort komt voor in het Palearctisch gebied.